# 벨 실험
벨 실험(Belle experiment)은 일본 이바라키현의 쓰쿠바시에 있는 고에너지 가속기 연구 기구 (KEK)의 가속기를 이용한 입자물리학 실험이다.  일본 고에너지 물리학자가 중심이 되고, 대한민국을 비롯해 13개 국가에서 400명이상의 물리학자들이 벨 국제 공동 연구그룹을 만들어 연구한다. 연구목표는 입자물리학의 CP 대칭성(C대칭은 전하대칭, P대칭은 거울대칭) 깨짐 현상에 대한 실험이다.
벨 검출기는 가속기(KEKB)의 3016미터 길이 진공 파이프에서 입자들이 충돌하는 지점에 위치하고 있으며, 다층구조의 입자검출기이다. 이 검출기는 coverage 가 넓고, 수십 마이크로메터 단위로 입자 사이의 충돌 위치를 측정할 수 있고, 파이온과 케이온을 구분할 수 있는 능력이 좋으며, 에너지 분해능은 수 퍼센트 정도이다. 희귀 방사성 붕괴현상, 새로운 입자의 발견, b 쿼크 또는 c 쿼크로 구성된 중간자 및 타우 경입자에 대한 연구 등이 진행되고 있으며, 200편 이상의 물리학 논문이 발표되었다.
벨 실험에서 주목받은 연구결과로는, 케이온 이외의 중간자 시스템에서 처음으로 CP 대칭성 깨짐 현상의 관찰 (2001년), {\displaystyle B\to K^{*}l^{+}l^{-}} 과 {\displaystyle b\to sl^{+}l^{-}} 붕괴현상 연구, {\displaystyle B\to DK}, {\displaystyle D\to K_{S}\pi ^{+}\pi ^{-}} 붕괴현상의 Dalitz plot 연구를 통한 φ3 측정, {\displaystyle B^{0}\to \pi ^{+}\pi ^{-}} 과 {\displaystyle B^{0}\to K^{-}\pi ^{+}} 의 direct CP대칭성 깨짐 현상 연구, {\displaystyle b\to d} 전이 현상 관찰, {\displaystyle B\to \tau \nu } 붕괴현상, 새로운 입자인 X(3872) 발견 등이 있다.
벨 실험은 KEKB 가속기에서 수행되고 있으며, 이 가속기는 세계에서 가장 대량의 빔을 만들어 낼 수 있는 가속기이다. 순간 광도 (luminosity)는 {\displaystyle 2.11\times 10^{34}cm^{-2}s^{-1}} 로 기록되었으며 (2009년 6월) 이 기록은 현재까지 세계에서 기록된 가장 높은 순간 광도 (luminosity)이다. 현재까지(2010년) {\displaystyle 1014~fb^{-1}} 이상의 누적 광도를 기록했으며, 이는 10억개 이상의 {\displaystyle B{\bar {B}}} 중간자를 생성한 것이된다. 대부분의 데이터는 Upsilon(4S) resonance에서 받아졌으며 이 resonance는 B 중간자로 붕괴한다.
벨 실험은 2009년 6월을 마지막으로 가동이 종료되었으며 이를 업그레이드하여 순간광도를 100배 이상 높일 수 있는 벨2 실험 (Belle II experiment)을 2013년에 가동하는 것을 목표로 하고 있다.